# بريان كرولي
بريان كرولي (بالإنجليزية: Brian Crowley)‏ (و. 1964 – م) هو سياسي من جمهورية أيرلندا ولد في دبلن.